# إدمان الرياضة
إدمان الرياضة أو إدمان التمارين الرياضية هو حالة تتميز بالانخراط القهري في مختلف أشكال الرياضة البدنية بصرف النظر عن العواقب السلبية المحتملة. وعلى الرغم من أن التمرين المنتظم نشاط صحي بشكلٍ عام، إلا أن إدمان الرياضة عمومًا يتضمن أداء قدر مفرط من التمارين على حساب الصحة البدنية وقضاء الكثير من الوقت في ممارسة الرياضة على حساب الحياة الشخصية والمهنية، وممارسة التمارين الرياضية بصرف النظر عن الإصابة البدنية. 
قد ينطوي -أيضًا- على حالة من الاعتماد على التمارين الرياضية المنظمة، والتي تتضمن حدوث أعراض الانسحاب الشديدة عندما يكون الفرد الُمدمِن غير قادر على ممارسة التمارين الرياضية. من الصعب التفريق بين السلوكيات الرياضية الصحية والإدمانية، ولكن تمث عوامل رئيسية في تحديد الفئة التي قد يقع فيها الشخص. يظهر إدمان الرياضة اعتلالًا مشتركًا عالٍ مع اضطرابات الأكل.

## العلامات والأعراض
ثمت خمسة مؤشرات على إدمان الرياضة، وهي:
- زيادة في ممارسة التمارين الرياضية، والتي يمكن وصفها بأنها مؤذية أو ضارة
- رغبة في الحصول على النشوة؛ يمكن زيادة التمارين مع زيادة تحمل حالة النشوة.
- يؤدي عدم المشاركة في النشاط البدني إلى حدوث اختلال وظيفي في الحياة اليومية للفرد المدمن
- أعراض انسحاب شديدة بعد الحرمان من ممارسة التمارين الرياضية
- ممارسة الرياضة بصرف النظر عن أي إصابة بدنية

## التكهن
قد يقدم الأفراد الذين يعانون من إدمان الرياضة التمارينَ الرياضية على العائلة والأصدقاء والعمل، وعلى الأنشطة الاجتماعيه الأخرى. إذا لم يتم تحديد ومعالجة إدمان الرياضة، فقط يؤدي ذلك إلى تدهور كبير في صحة الفرد.